# Oleksów
Oleksów (prononciation : [ɔˈlɛksuf]) est un village polonais de la gmina de Gniewoszów dans le powiat de Kozienice de la voïvodie de Mazovie dans le centre-est de la Pologne.

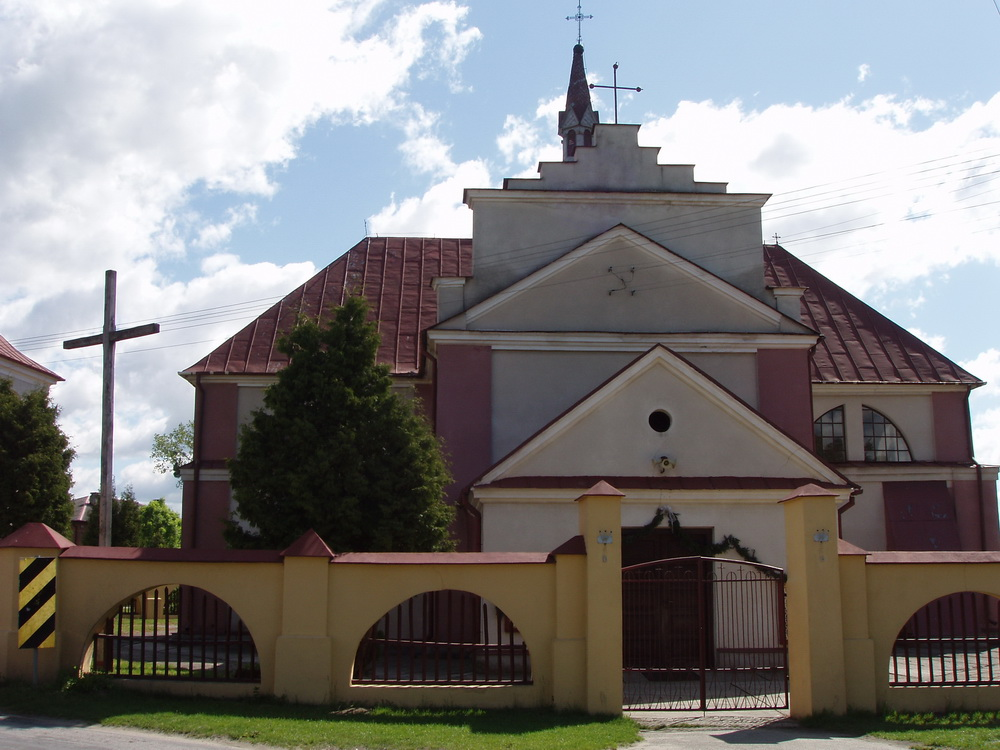
Église d'Oleksów

Il se situe à environ 2 kilomètres au sud-est de Gniewoszów (siège de la gmina), à 23 km au sud-est de Kozienice (siège du powiat) et à 102 km au sud-est de Varsovie (capitale de la Pologne).
Le village possède approximativement une population de 310 habitants en 2007.

## Histoire
De 1975 à 1998, le village appartenait administrativement à la voïvodie de Radom.